# Departamento de Botánica y Acuario de la Academia de las Ciencias de California
El Departamento de Botánica y Acuario de la Academia de las Ciencias de California, en inglés: California Academy of Sciences - Department of Botany and Aquarium, es un techo verde de plantas nativas de California y jardín botánico de plantas tropicales de 1,8 ha de extensión administrado por la Academia de Ciencias de California ubicada en el Golden Gate Park en San Francisco, California Estados Unidos. La Academia proporciona un mapa, plano de plantas,

## Localización
California Academy of Sciences - Department of Botany and Aquarium, 55 Music Concourse Drive, Golden Gate Park, San Francisco, San Francisco county California, CA 94118 United States of America-Estados Unidos de América.
Planos y vistas satelitales.37°46′12.36″N 122°27′59.06″O / 37.7701000, -122.4664056
Altitud: 96 m s. n. m.

## Historia
Los edificios de Academia fueron dañados considerablemente en el terremoto de Loma Prieta de 1989. Posteriormente, el Pabellón de las Aves se cerró para asegurar la seguridad pública. El Acuario Steinhart, construido sin la utilización de ingeniería sísmica, también sufrió grandes daños en este terremoto.
El diseño para el proyecto de sustitución del museo es del arquitecto Renzo Piano. A su diseño le fue otorgado el Premio a la Excelencia por el "Urban Land Institute" (ULI): Las Américas en el 2008, considerando el uso de la tierra es el programa de reconocimiento más prestigioso del sector industrial,  y así mismo ganó el "Holcim Awards for Sustainable Construction" de Plata para proyectos de construcción sostenible para la región de América del Norte en 2005. Un crítico elogió el edificio como un "abrazo increíblemente carente de cinísmo que potencia los valores de la verdad y la razón" y un "recordatorio reconfortante de la función civilizadora del gran arte en una era bárbara".

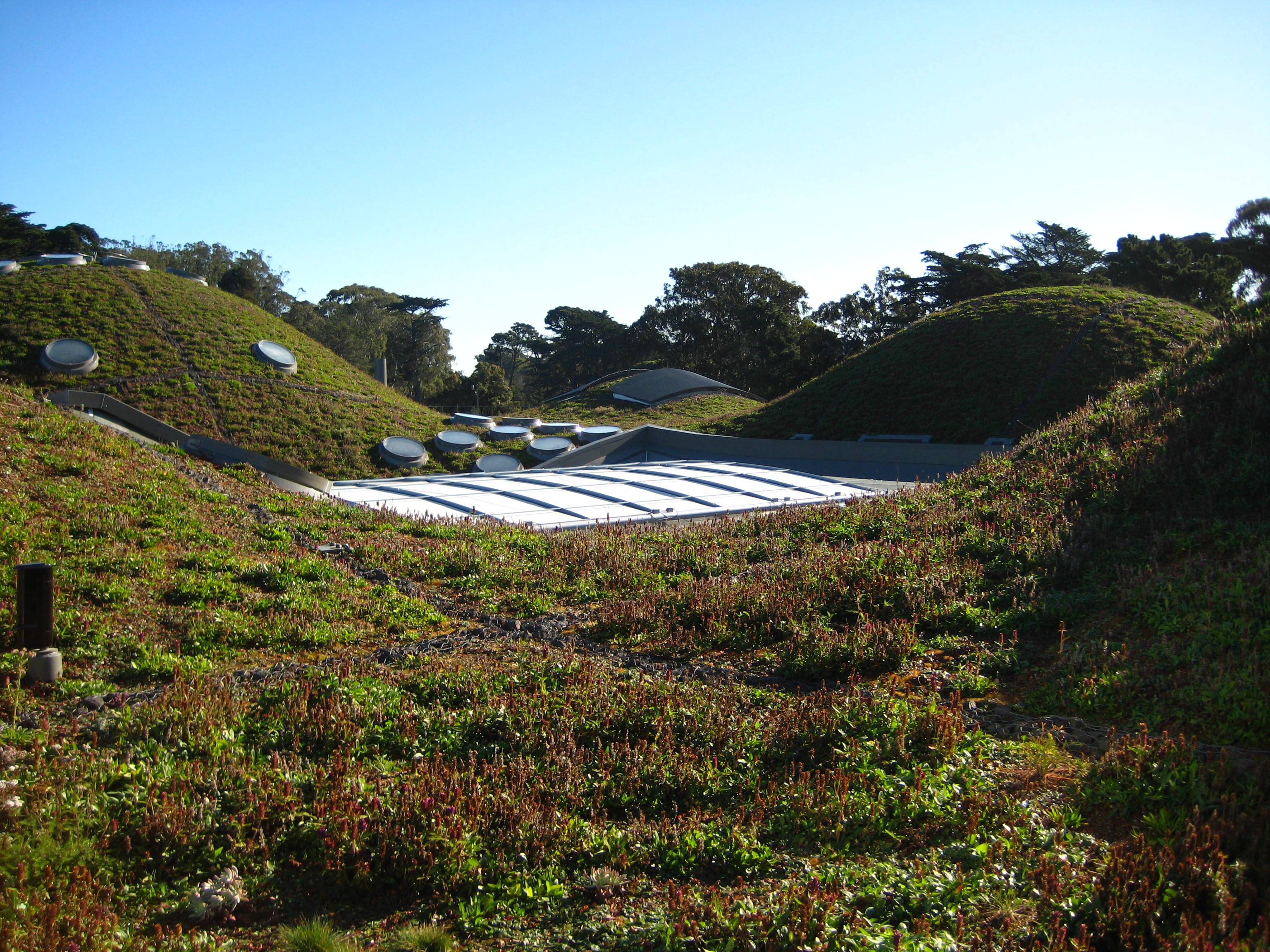
Un moderno techo verde emplea plantas nativas, un drenaje eficiente, luz natural y generación eléctrica fotovoltaica.

El nuevo edificio incluye una serie de características dirigidas a cuidar de medio ambiente:
- Produce un 50% menos de aguas residuales que antes.
- Reciclaje del agua de lluvia para su utilización en riegos.
- Utiliza 60 000 células fotovoltaicas.
- Mantiene un techo verde con una superficie de una hectárea.
- Usa iluminación natural en el 90% de los espacios ocupados.
- Fue construido con unos 15 000 m³ de hormigón reciclado.
- La construcción incluye 5 000 t de acero reciclado.
- El aislamiento de las paredes fue realizado a partir de denim reciclado.

## Colecciones
- "The living roof" (El techo vivo) Techo verde con 1,7 millones de plantas nativas fueron escogidos especialmente para prosperar en el clima del Golden Gate Park. Después de experimentar con treintena de especies nativas, los finalistas fueron capaces de auto-propagarse. Estas nueve especies, situadas en el interior y el exterior de la exposición especial, prosperan con poca agua, resisten el aire con la niebla salina del océano y toleran el  viento. Con una superficie de una hectárea de extensión el techo está cubierto de plantas en su mayoría nativas de California, así con cuatro especies perennes Prunella vulgaris, Armeria maritima ssp. californica, la fresa Fragaria chiloensis, y Sedum spathulifolium, con cinco especies anuales Layia platyglossa, Lasthenia californica, Lupinus nanus, Eschscholzia californica, y Plantago erecta.
- Invernadero "Rainforets of the World" (Selvas del mundo) la selva está contenida dentro de una espectacular cúpula de vidrio de 90 pies de diámetro. En su interior hay un camino en espiral a través de la exposición, y se puede experimentar lo que se siente al caminar en un bosque real. Las temperaturas se mantienen a 82-85 grados Fahrenheit, y la humedad se mantiene en 75% o superior usando un sistema de nebulización. Ochenta tragaluces en el techo, complementados con luces de halógenos, activan el crecimiento de las plantas tropicales procedentes de las exuberantes selvas tropicales que se encuentran en varias partes del mundo. Se puede observar la vida de 4 pisos de selva, donde cada nivel representa un bosque diferente en todo el mundo (Borneo, Madagascar, Costa Rica y el Amazonas), representa un hábitat de selva diferente que contiene su propio jardín zoológico especial, desde la cima del árbol de Costa Rica donde se puede encontrar el vuelo libre de aves y mariposas, al nivel intermedio, el suelo, y descender en un ascensor de cristal en el bosque amazónico inundado, donde un túnel acrílico permite al visitante caminar bajo el "bagre" (Galeichthys felis) y el "arapaima" (Arapaima gigas) que nadan por encima, así como otras muchas especies de peces tropicales de agua dulce.

_ Plantas, entre las plantas que se cultivan se incluye numerosos árboles, como el árbol de Brasil Calophyllum brasiliense, la caoba de las Indias Occidentales Swietenia mahagoni, docenas de arbustos incluyendo el  Theobroma cacao, y cientos de plantas con flores, begonias, philodendron, orquídeas, bromelias, . . 
_ Animales, la selva está llena con 1.600 animales vivos, incluyendo 250 de vuelo libre de aves y mariposas, 100 de reptiles exóticos y anfibios, así como cientos de peces tropicales de agua dulce en el acuario de la selva inundada. 

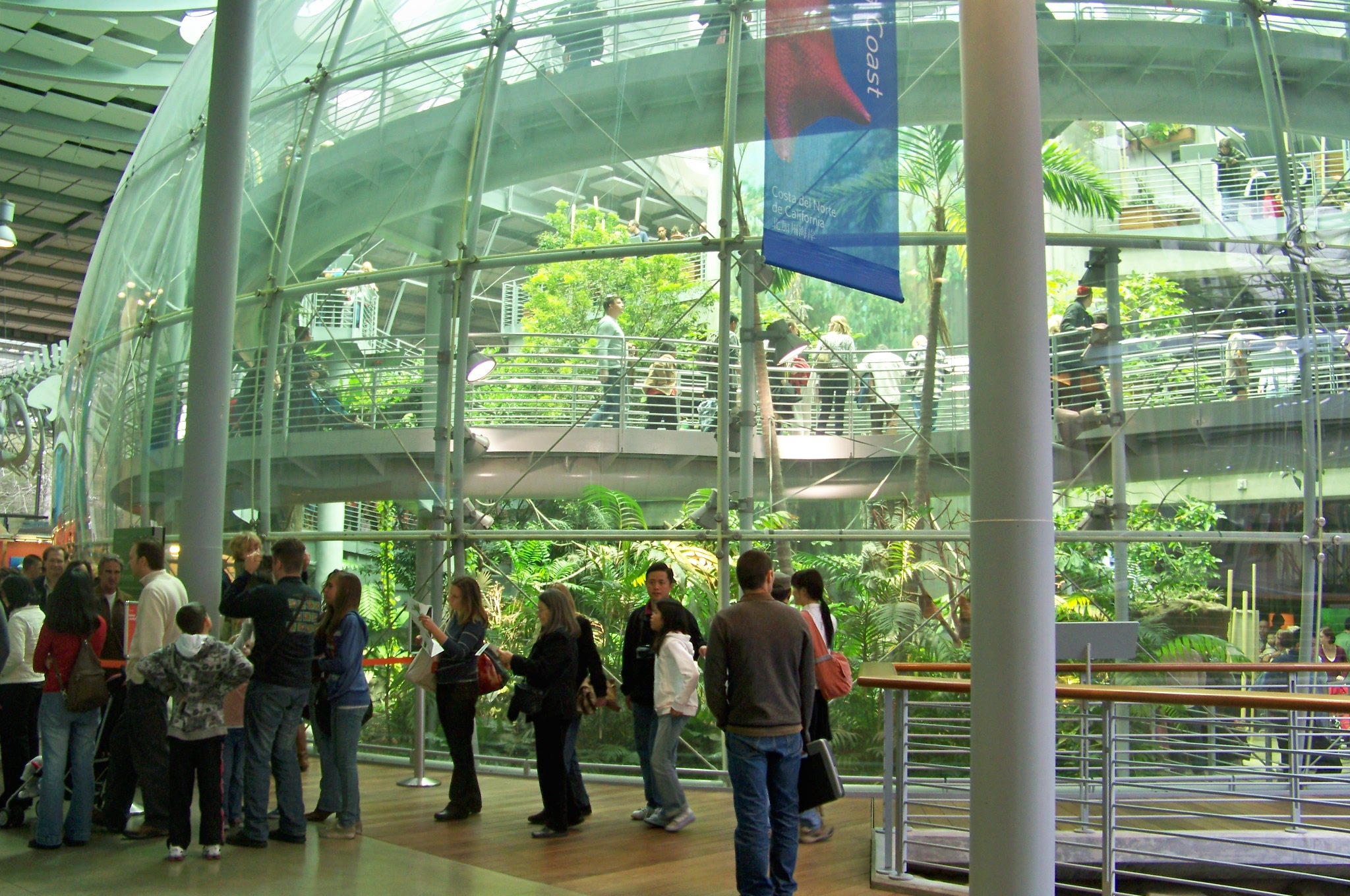
Vista del "CAS-Biodome" con flora de selva tropical.
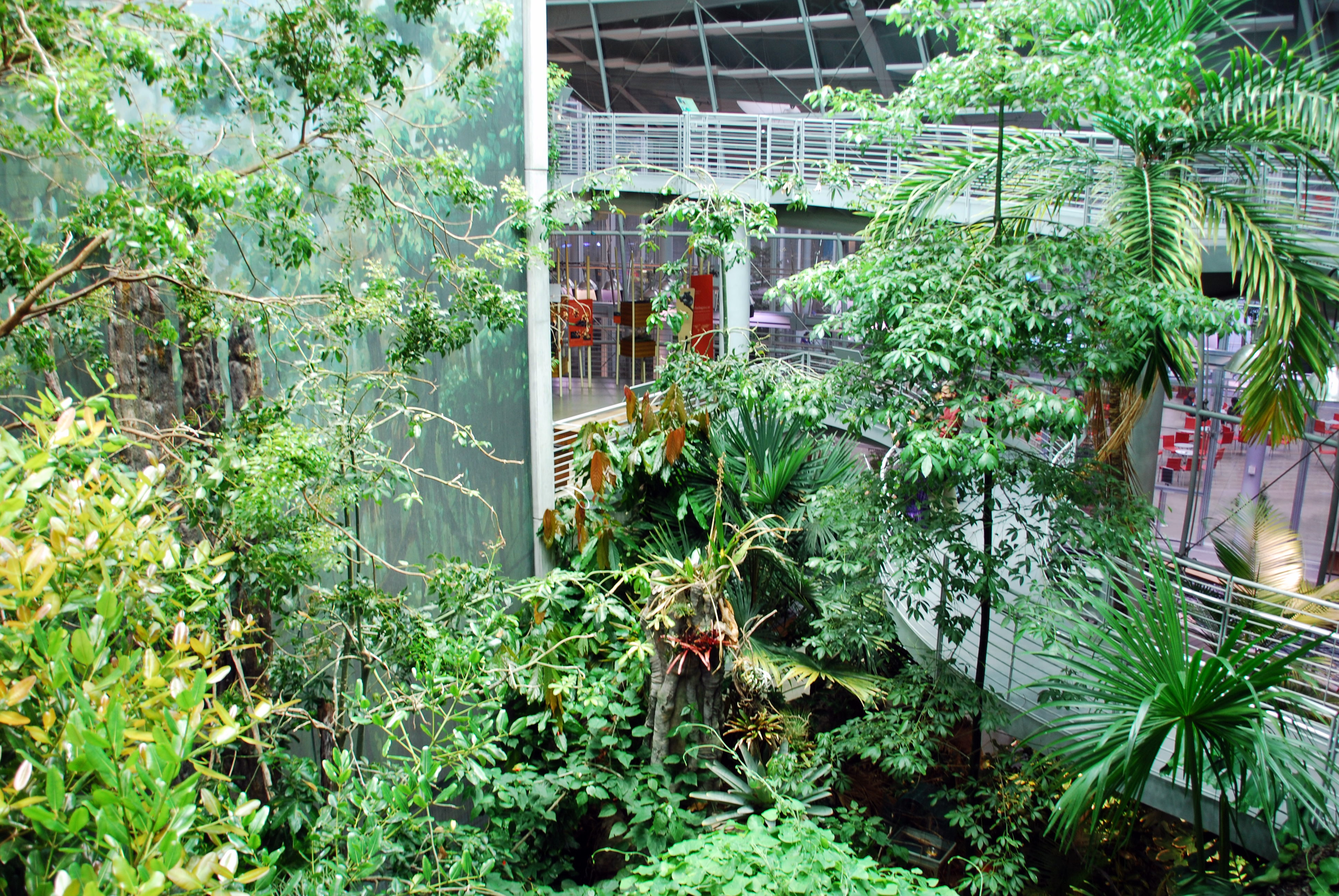
La sección "Rainforests of the World"-Selvas del mundo.
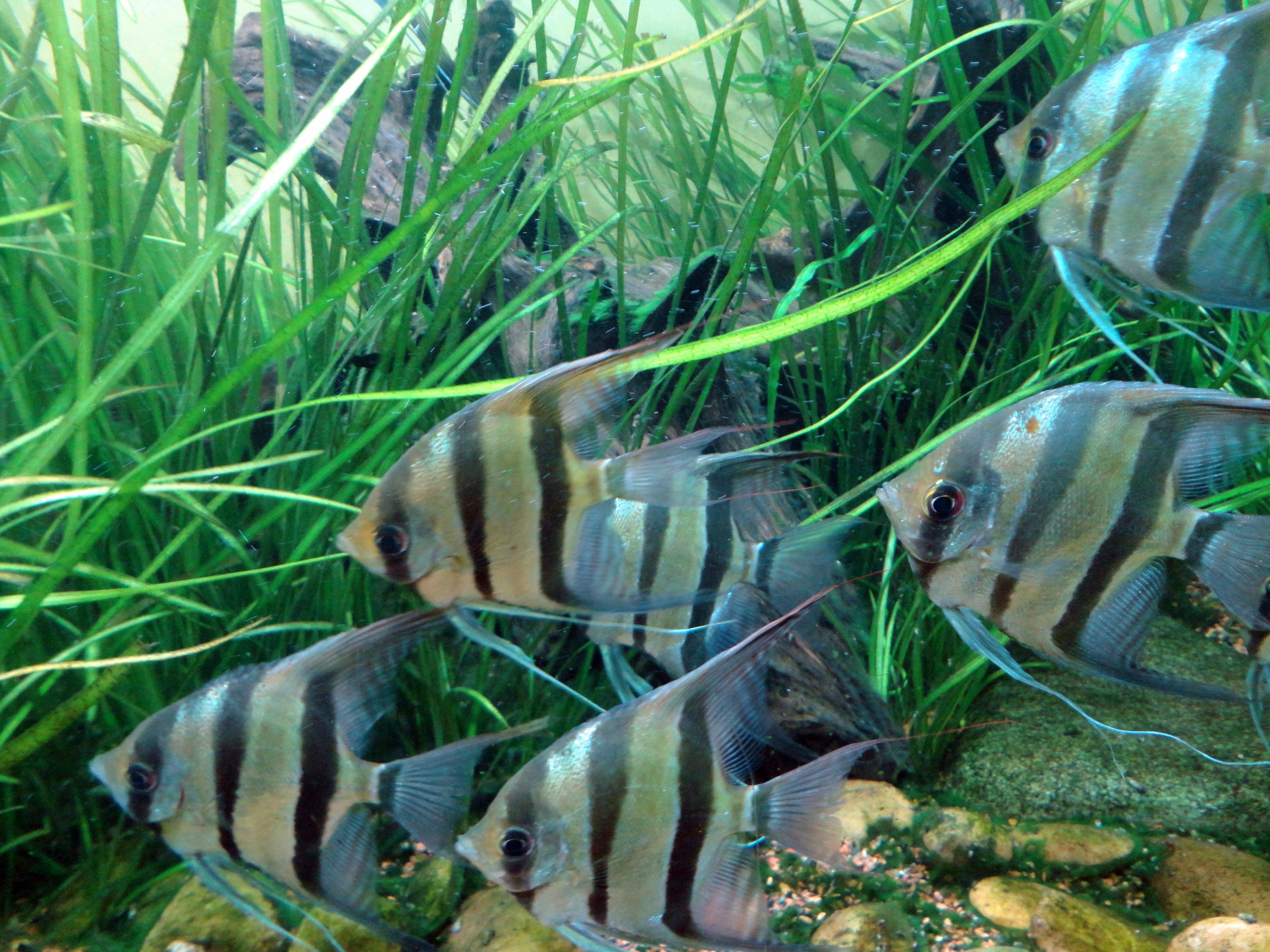
Peces tropicales.
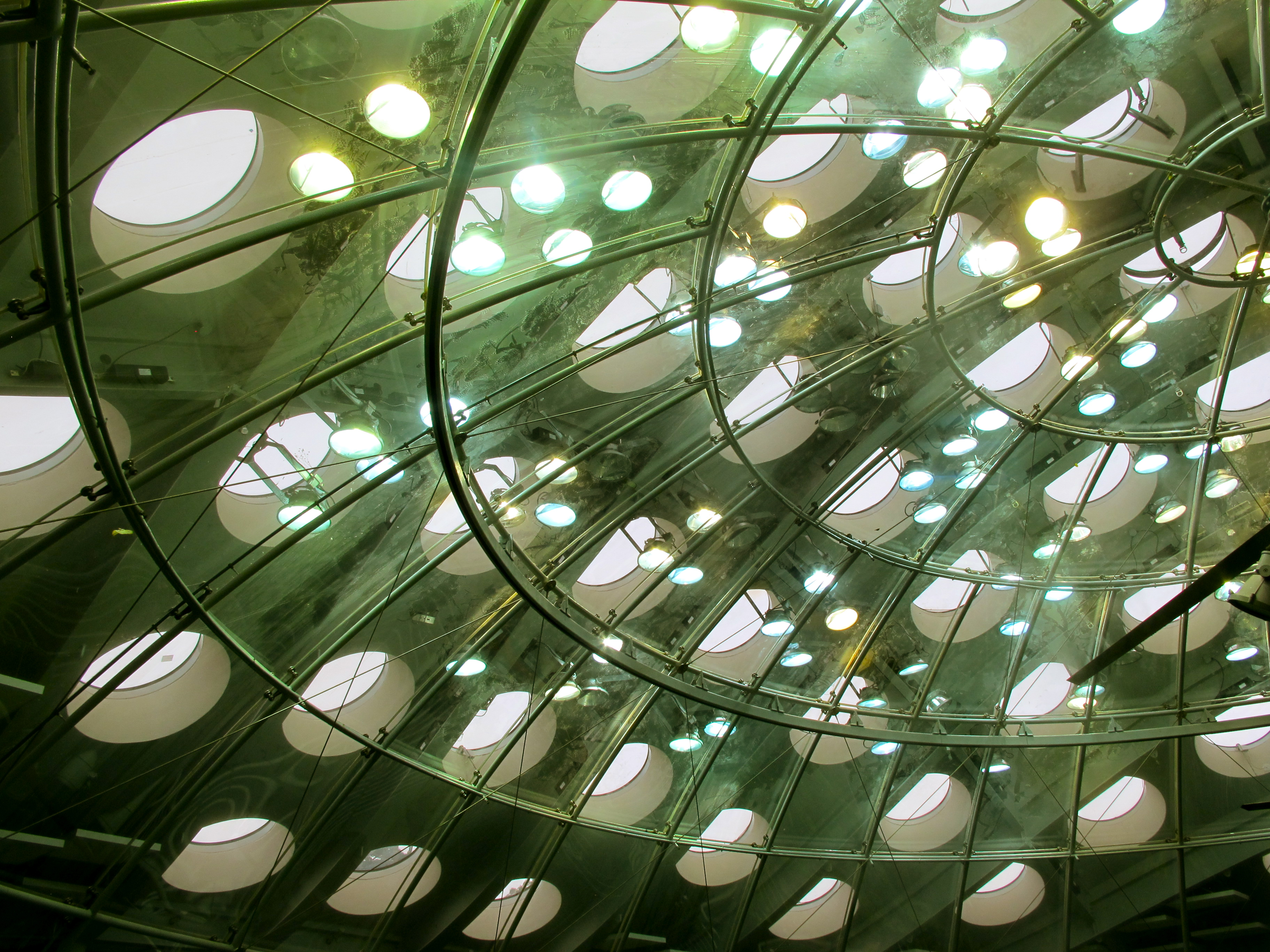
Lucernarios de la cúpula del invernadero.